# Parkdale, Oregon
Parkdale är en så kallad census-designated place i Hood River County i Oregon. Vid 2020 års folkräkning hade Parkdale 299 invånare.